# OpenDocument
OASIS Open Document Format for Office Applications (Kurzform: OpenDocument, ODF – engl. „Offenes Dokumentformat für Büroanwendungen“) ist ein international genormter quelloffener Standard für Dateiformate von Bürodokumenten wie Texten, Tabellendokumenten, Präsentationen, Zeichnungen, Bildern und Diagrammen.
OpenDocument nutzt für das eigentliche Dokument eine XML-basierte Auszeichnungssprache, deren Elemente an den Standard HTML angelehnt sind. Für mathematische Formeln wird eine Untermenge von MathML und für Formatierungsangaben eine eigene XML-basierte Sprache benutzt. OpenDocument kann mit beliebigen weiteren XML-Sprachen ergänzt werden.
Es wurde ursprünglich von Sun Microsystems entwickelt, durch die Organisation OASIS als Standard spezifiziert und 2006 als internationale Norm ISO/IEC 26300 veröffentlicht.

## Normung
Ende 2002 wurde bei OASIS das Open Office XML Format Technical Committee gegründet, um ein offenes XML-basiertes Dateiformat für Office-Anwendungen auf Basis des Dateiformats von OpenOffice.org zu schaffen. Das OpenDocument-Format wurde im Mai 2005 veröffentlicht.
Die Europäische Kommission empfahl 2004 im Rahmen ihres IDA-Programms (Interchange of Data between Administrations), unter anderem OASIS, OpenDocument einer offiziellen internationalen Standardisierungsbehörde wie etwa der ISO vorzulegen. Eine offizielle Empfehlung für ein bestimmtes Format wurde jedoch von der Kommission nicht ausgesprochen.
Im Rahmen der internationalen Normung ist das OpenDocument-Format unter der Nummer ISO/IEC 26300 als Open Document Format for Office Applications (OpenDocument) v1.0 genormt.
Die Normung der aktuellen Version 1.2 des OpenDocument-Formates, die unter anderem wesentliche Verbesserungen im Bereich digitaler Signaturen und in der Einführung von Formeldefinitionen in Tabellenkalkulationen (OpenFormula) mit sich bringt, wurde am 30. September 2011 als OASIS-Standard freigegeben. Die Veröffentlichung von ODF 1.2 als ISO/IEC-Standard erfolgte am 17. Juni 2015.
OpenDocument Format v1.3, das Verbesserungen für die Dokumentensicherheit enthält und Unterspezifikationen klärt, ist am 25. Dezember 2019 als OASIS-Standard genehmigt worden.

## Technische Beschreibung
Eine OpenDocument-Datei ist entweder eine einzelne XML-Datei oder eine Sammlung verschiedener XML-Dateien und anderer Objekte (z. B. eingebundener Bilder), die zu einer Datei im ZIP-Format zusammengefasst werden. Als Dateiendung für OpenDocument-Dateien werden odt für Texte, ods für Tabellen, odp für Präsentationen und odg für Vektorgrafik verwendet. Diese Archivdateien enthalten spezielle Einträge, die sich an der Struktur des Java-Archive-Formats orientieren.
Damit sich der Dateityp auch unabhängig von der Dateiendung und ohne Dekomprimierungsprogramm (siehe Datenkompression) ermitteln lässt, ist der erste Archiv-Eintrag der MIME-Typ des Dateiinhaltes im Klartext und unkomprimiert.
Grundsätzlich enthält jede OpenDocument-Datei in dem Archiv den Ordner META-INF mit der Datei manifest.xml. Die manifest.xml listet alle weiteren Dateien in der OpenDocument-Datei mit den MIME-Typen auf. Alle weiteren Dateien in der OpenDocument-Datei sind üblicherweise komprimierte XML-Dateien, die eine Dokumentstruktur, den Dokumentinhalt, die Dokumentstile und Dokumenteinstellungen beschreiben. Des Weiteren werden Multimediadateien, wie zum Beispiel Bilder, Filme und Musikdateien mit ihrem Binärformat, gegebenenfalls komprimiert, in der OpenDocument-Datei gespeichert.

### Beispiel

#### Eine OpenDocument-Textdatei
Folgendes Beispiel visualisiert die Ordnerstruktur in einer OpenDocument-Textdatei:
| Datei.odt |  |  |  |              |  |  |  |  |  |  |  |                                      |  |  |  |  |  |
|           |  |  |  |              |  |  |  |  |  |  |  |                                      |  |  |  |  |  |
|           |  |  |  | META-INF     |  |  |  |  |  |  |  |                                      |  |  |  |  |  |
|           |  |  |  |              |  |  |  |  |  |  |  |                                      |  |  |  |  |  |
|           |  |  |  |              |  |  |  |  |  |  |  | manifest.xml                         |  |  |  |  |  |
|           |  |  |  |              |  |  |  |  |  |  |  |                                      |  |  |  |  |  |
|           |  |  |  | Thumbnails   |  |  |  |  |  |  |  |                                      |  |  |  |  |  |
|           |  |  |  |              |  |  |  |  |  |  |  |                                      |  |  |  |  |  |
|           |  |  |  |              |  |  |  |  |  |  |  | thumbnail.png                        |  |  |  |  |  |
|           |  |  |  |              |  |  |  |  |  |  |  |                                      |  |  |  |  |  |
|           |  |  |  | Pictures     |  |  |  |  |  |  |  |                                      |  |  |  |  |  |
|           |  |  |  |              |  |  |  |  |  |  |  |                                      |  |  |  |  |  |
|           |  |  |  |              |  |  |  |  |  |  |  | 10000000000001E800000118B5A37F3F.png |  |  |  |  |  |
|           |  |  |  |              |  |  |  |  |  |  |  |                                      |  |  |  |  |  |
|           |  |  |  | mimetype     |  |  |  |  |  |  |  |                                      |  |  |  |  |  |
|           |  |  |  |              |  |  |  |  |  |  |  |                                      |  |  |  |  |  |
|           |  |  |  |              |  |  |  |  |  |  |  |                                      |  |  |  |  |  |
|           |  |  |  | content.xml  |  |  |  |  |  |  |  |                                      |  |  |  |  |  |
|           |  |  |  |              |  |  |  |  |  |  |  |                                      |  |  |  |  |  |
|           |  |  |  |              |  |  |  |  |  |  |  |                                      |  |  |  |  |  |
|           |  |  |  | styles.xml   |  |  |  |  |  |  |  |                                      |  |  |  |  |  |
|           |  |  |  |              |  |  |  |  |  |  |  |                                      |  |  |  |  |  |
|           |  |  |  |              |  |  |  |  |  |  |  |                                      |  |  |  |  |  |
|           |  |  |  | meta.xml     |  |  |  |  |  |  |  |                                      |  |  |  |  |  |
|           |  |  |  |              |  |  |  |  |  |  |  |                                      |  |  |  |  |  |
|           |  |  |  |              |  |  |  |  |  |  |  |                                      |  |  |  |  |  |
|           |  |  |  | settings.xml |  |  |  |  |  |  |  |                                      |  |  |  |  |  |
|           |  |  |  |              |  |  |  |  |  |  |  |                                      |  |  |  |  |  |

Dabei ist die Datei mimetype innerhalb der Zip-Datei immer unkomprimiert, alle anderen Dateien können komprimiert sein. Im Ordner Pictures befindet sich, in diesem Beispiel, ein Bild im PNG-Format. Die Datei content.xml enthält die Textinhalte des Dokumentes. In styles.xml sind Formatierungen gespeichert. Die Datei meta.xml enthält Metadaten. Zum Beispiel, wie viele Seiten das Dokument enthält, wer der Autor ist und wann es angelegt und geändert wurde. Die Datei thumbnail.png im Ordner Thumbnails zeigt ein kleines Dokumentabbild der ersten Seite des Dokumentes. Dieses Abbild kann von einem Dateibetrachter als Vorschaubildchen verwendet werden. Die dokumentspezifischen Einstellungen finden sich in der settings.xml. Üblicherweise finden sich dort die Druckeinstellungen. Die manifest.xml listet alle Dateien mit Dateityp in diesem Archivformat auf.

#### mimetype-Datei
In der mimetype-Datei steht der Typ der Datei (siehe Abschnitt Dateiendungen und MIME-Typ). In diesem Beispiel application/vnd.oasis.opendocument.text.

#### manifest.xml-Datei
Die manifest.xml hat in diesem Beispiel folgenden Inhalt:
```
<?xml version="1.0" encoding="UTF-8"?>

<manifest
 
xmlns=
"urn:oasis:names:tc:opendocument:xmlns:manifest:1.0"
>

  
<file-entry
 
media-type=
"application/vnd.oasis.opendocument.text"
 
full-path=
"/"
/>

  
<file-entry
 
media-type=
"application/vnd.sun.xml.ui.configuration"
 
full-path=
"Configurations2/"
/>

  
<file-entry
 
media-type=
"image/png"
 
full-path=
"Pictures/10000000000001E800000118B5A37F3F.png"
/>

  
<file-entry
 
media-type=
""
 
full-path=
"Pictures/"
/>

  
<file-entry
 
media-type=
"text/xml"
 
full-path=
"content.xml"
/>

  
<file-entry
 
media-type=
"text/xml"
 
full-path=
"styles.xml"
/>

  
<file-entry
 
media-type=
"text/xml"
 
full-path=
"meta.xml"
/>

  
<file-entry
 
media-type=
""
 
full-path=
"Thumbnails/thumbnail.png"
/>

  
<file-entry
 
media-type=
""
 
full-path=
"Thumbnails/"
/>

  
<file-entry
 
media-type=
"text/xml"
 
full-path=
"settings.xml"
/>

</manifest>

```

#### meta.xml-Datei
An dem Beispiel der meta.xml Datei kann man sehen, welche Übersichtsinformationen in der OpenDocument-Datei gespeichert werden. Sie folgen teilweise dem Metadaten-Schema Dublin Core (Elemente im Namensraum dc).
```
<?xml version="1.0" encoding="UTF-8"?>

<office:document-meta

    
xmlns:office=
"urn:oasis:names:tc:opendocument:xmlns:office:1.0"

    
xmlns:meta=
"urn:oasis:names:tc:opendocument:xmlns:meta:1.0"

    
xmlns:dc=
"http://purl.org/dc/elements/1.1/"

    
xmlns:xlink=
"http://www.w3.org/1999/xlink"

>

	
<office:meta>

		
<meta:generator>
OpenOffice.org/1.9.118$Win32
 
OpenOffice.org_project/680m118$Build-8936
</meta:generator>

		
<meta:initial-creator>
Vorname
 
Nachname
</meta:initial-creator>

		
<meta:creation-date>
2005-09-27T16:53:48
</meta:creation-date>

		
<dc:creator>
Vorname
 
Nachname
</dc:creator>

		
<dc:date>
2005-09-29T18:12:57
</dc:date>

		
<meta:printed-by>
Vorname
 
Nachname
</meta:printed-by>

		
<meta:print-date>
2005-09-29T17:57:42
</meta:print-date>

		
<dc:language>
de-DE
</dc:language>

		
<meta:editing-cycles>
11
</meta:editing-cycles>

		
<meta:editing-duration>
PT6H11M44S
</meta:editing-duration>

		
<meta:user-defined
 
meta:name=
"Info 1"
/>

		
<meta:user-defined
 
meta:name=
"Info 2"
/>

		
<meta:user-defined
 
meta:name=
"Info 3"
/>

		
<meta:user-defined
 
meta:name=
"Info 4"
/>

		
<meta:document-statistic

			
meta:table-count=
"0"

			
meta:image-count=
"4"

			
meta:object-count=
"0"

			
meta:page-count=
"5"

			
meta:paragraph-count=
"92"

			
meta:word-count=
"1460"

			
meta:character-count=
"10405"
/>

	
</office:meta>

</office:document-meta>

```

#### Thumbnails/thumbnail.png-Datei
Das folgende Bild zeigt die Miniaturansicht der ersten Seite des Beispieldokumentes.

Miniaturansicht

### Dateiendungen und MIME-Typen
Folgende Tabelle zeigt einige verwendete Dateiendungen für die unterschiedlichen OpenDocument-Dateien.
| OpenDocument-Dateiformat | Dateiendung | MIME-Typ                                                 |
| ------------------------ | ----------- | -------------------------------------------------------- |
| Dokumente                |             |                                                          |
| Text                     | .odt        | application/vnd.oasis.opendocument.text                  |
| Tabellendokument         | .ods        | application/vnd.oasis.opendocument.spreadsheet           |
| Präsentation             | .odp        | application/vnd.oasis.opendocument.presentation          |
| Zeichnung                | .odg        | application/vnd.oasis.opendocument.graphics              |
| Diagramm                 | .odc        | application/vnd.oasis.opendocument.chart                 |
| Formel                   | .odf        | application/vnd.oasis.opendocument.formula               |
| Bild                     | .odi        | application/vnd.oasis.opendocument.image                 |
| Globaldokument           | .odm        | application/vnd.oasis.opendocument.text-master           |
| Vorlagen                 |             |                                                          |
| Textvorlage              | .ott        | application/vnd.oasis.opendocument.text-template         |
| Tabellenvorlage          | .ots        | application/vnd.oasis.opendocument.spreadsheet-template  |
| Präsentationsvorlage     | .otp        | application/vnd.oasis.opendocument.presentation-template |
| Zeichnungsvorlage        | .otg        | application/vnd.oasis.opendocument.graphics-template     |

Weitere Dateiendungen werden in dem OASIS-Standard (Seite 697 f.) aufgelistet.

## Kritik

### Generelles Standardisierungsproblem einer Auszeichnungssprache
OpenDocument als Dokumentenformat, das auf einer Auszeichnungssprache basiert, enthält Metainformationen, die vom darstellenden Programm ausgewertet bzw. interpretiert werden müssen (engl. „Rendering“, siehe analog dazu HTML-Rendering). Dies geschieht in den verschiedenen Programmen auf unterschiedliche Weise. ODF ist ein noch junges Dateiformat und weniger historisch „gewachsen“ als HTML und die darauf basierenden Stylesheets. Außerdem sind Officedateien für ein feststehendes Papierformat und bestimmte Absatz- und Schriftmerkmale geschrieben, während HTML darauf basiert, dass der Benutzer das Ausgabeformat bestimmt (unterschiedliche Bildschirmgrößen und Zeilenumbrüche, Benutzervorgaben z. B. bei der Schriftgröße, auch Linkfarben und Schrifttypen wurden ursprünglich nicht vom Webautor vorgegeben).
Das Layout wird deshalb bei Officeformaten sehr viel komplexer festgelegt als bei Webseiten, sodass beispielsweise ein einzelnes Zeichen am Ende einer Zeile sich auf das Umbruchlayout eines ganzen Dokuments auswirken kann. Es kann zudem Darstellungsprobleme zwischen unterschiedlichen Betriebssystemen oder verschiedenen Druckertreibern geben. Bei der Layoutkompatibilität stehen die Softwareentwickler deshalb noch am Anfang eines länger andauernden Entwicklungsprozesses.
Hinzu kommt, dass der Autor eines Dokuments sich für eine größtmögliche Kompatibilität auf Standards beschränken muss, die alle anzeigenden Programme beherrschen. Beispielsweise werden von LibreOffice Calc nicht alle Funktionen und Formeln unterstützt, die MS Excel hat. Umgekehrt wurde in LibreOffice traditionell mehr Wert auf einheitliche Formatvorlagen gelegt als z. B. in MS Word, wo Dokumente traditionell mehr hart formatiert werden. Autoren, die Dokumente mit hoher Kompatibilität anlegen wollen, müssen deshalb mehrere Anwendungen verwenden, um die Darstellung ihrer Dokumente auf unterschiedlichen Programmen zu überprüfen. Dabei ist es vorteilhaft, die Fähigkeiten und Einschränkungen einzelner Programme zu kennen.

### Abgrenzungsproblem zwischen Dokumentenformat und Programmiersprachen
- Makro/Skript-Unterstützung: ODF definiert zwar einen XML-Tag[12] für Makros und Skripte, aber weder Programmiersprache, Dokumentenmodell noch Anwendungs-Toolkit. Damit können Makros und Skripte nur eingeschränkt applikationsübergreifend genutzt werden.[13] Diese Einschränkung aufzuheben würde jedoch bedeuten, alle Anwendungen auf eine Programmiersprache, ein Dokumentenmodell und ein Toolkit festzulegen, was nicht Aufgabe eines Dokumentenformats ist.
- Formeln in Tabellen: Der ODF-Standard legte bis Version 1.1 nicht fest, wie Formeln für Tabellen zu speichern sind. Berechnungen in einer Tabelle funktionieren daher nicht programmübergreifend gleich.[14] In Version 1.2 des Standards wurde OpenFormula als umfassender einheitlicher Standard festgelegt.

Alex Brown, der führend in den ISO-Standardisierungsprozess des konkurrierenden Formats OOXML involviert war, kritisierte, dass es – bedingt durch Fehler in den RELAX-NG-Schemata der verschiedenen Standardversionen – keine Anwendung gibt, die gültige OpenDocument-Dateien erzeugt. Die Entwickler widersprechen jedoch dieser Aussage und führen an, dass das getestete ODF 1.0 nicht mit OpenOffice.org 2.4 kompatibel sein kann (denn dieses verwendet ODF 1.1, welches jedoch nicht bei der ISO standardisiert ist); dadurch sei der Testaufbau fehlerhaft.

## Open Document Format Alliance
Seit Anfang März 2006 existiert die Open Document Format Alliance zur Unterstützung des OpenDocument-Formates. Ziel der Allianz ist es, Entscheidern eine Unterstützung und Lobby für ODF zu geben.

## Programme mit Unterstützung für OpenDocument

### Integrierte Office-Paketeinklusiveeventuell benötigter Plugins
Programmpakete, die mindestens Textverarbeitung, Tabellenkalkulation und Präsentationssoftware enthalten, sind:
- Apache OpenOffice: natives Standarddateiformat bei allen Versionen.
- Calligra Suite, eine Abspaltung von KOffice, nutzt ab der ersten Version 2.4 (2012) OpenDocument als natives Speicherformat.
- Google Drive (vormals Writely), kostenlose Online-Textverarbeitung (Google Docs), Tabellenkalkulation (Google Sheets), Präsentationen (Google Slides) und weitere
- IBM Docs
- KOffice verwendet ab Version 1.5 vom 11. März 2006 OpenDocument als Standardformat, ab Version 1.4 vom 21. Juni 2005 konnten die Formate bereits optional genutzt werden.
- LibreOffice: natives Standarddateiformat bei allen Versionen.
- Microsoft Office: nativ unter Windows ab Version 2007 und Service Pack 2[18]. Microsoft-Office-Versionen für Mac OS X bis 2016 unterstützten OpenDocument nicht[19]; ab Office 2016 für Mac (und iPad und iPhone) wird das Ansehen von OpenDocument-Dateien und das bearbeitbare Umwandeln in das Format „Microsoft OOXML“ durch eine automatisierte Internetanwendung von Microsoft unterstützt[20][21], Office 2024 für macOS unterstützt ODF 1.4 nativ.
  - ältere Microsoft-Office-Versionen mit Hilfe von externen Plugins: Oracle ODF Plug-in for Microsoft Office[22] unterstützt OpenDocument-Import und -Export in Word, Excel und PowerPoint 2000, XP, 2003 und 2007 SP1.
  - ODF-Add-in for Microsoft Word:[23] ein Add-In zum Öffnen, Bearbeiten und Speichern von ODF-Dateien in Word 2007. Bei Word XP und 2003 muss zusätzlich noch das Office Compatibility Pack[24] installiert sein.
- Mobile Office, OpenDocument-Suite für Symbian OS.
- ONLYOFFICE
- OpenOffice.org ab Version 2.0 und alle darauf beruhenden Programme wie StarOffice ab Version 8, Oracle Open Office, NeoOffice ab Version 2.1, Lotus Symphony (von IBM) und die „Productivity Tools“ von IBM Workplace (ab Version 2.5)[25] benutzen OpenDocument als Standardformat. OpenOffice.org ab Version 1.1.5, StarOffice 7 ab Patch 5 und NeoOffice ab Version 1.2 von Februar 2006 beherrschten den Import von OpenDocument – OpenOffice.org und StarOffice benutzen in älteren Versionen ein eng verwandtes, zip-komprimiertes Format (SXW), mit etwas anderen Auszeichnungsspezifikationen

Hinweis: Bei Corel Office und SoftMaker Office beschränkt sich der Umgang mit dem OpenDocument-Format auf die Textverarbeitung

### Einzelanwendungen und spezialisierte Systeme im Office-Bereich, soweit sie nicht zu einer der Office-Suiten gehören
Textverarbeitungs- und Tabellenkalkulationsprogramme
- AbiWord kann seit Oktober 2005 (Version 2.4.0) OpenDocument lesen und hat ab Version 2.4.2 auch einen Export-Filter für OpenDocument.
- Corel unterstützt in der Textverarbeitung WordPerfect ab der Version X4 den Import von OpenDocument.
- Gnumeric, Unterstützung für OpenDocument-Tabellenkalkulation.
- Tables, ein Tabellenkalkulationsprogramm für macOS mit Unterstützung für OpenDocument Tabellenkalkulation (ODS)[26]
- TextMaker ab der Version 2006 (Import, ab Revision 467 zusätzlich Export); Textmaker gehört zu SoftMaker-Office, ist aber die einzige Anwendung, die odt-Dateien verarbeitet
- WordPad ab Windows 7 (lesen und schreiben)
- TextEdit (Apple) seit Mac OS X 10.5
- Zoho Writer, kostenlose Online-Textverarbeitung[27]

Desktop-Publishing
- PagePlus, ein Desktop-Publishing-Programm, unterstützt den Import von OpenDocument-Text Dateien ab Version X4.
- Scribus ab Version 1.2.2, veröffentlicht Anfang Juli 2005, Desktop-Publishing-Programm. Scribus importiert OpenDocument-Text und OpenDocument-Zeichnungen.

Groupware für den Unternehmensbereich
- Lotus Notes ab Version 8 (Mitte 2007), Groupware- und Datenbanksystem mit E-Mail-Anbindung